# Trocknungsverlust
Der Trocknungsverlust ist eine Analysenmethode zur Charakterisierung von Untersuchungsproben (z. B. Arzneistoffe, Baumwolle, Getreide, Holz, Textilien etc.). Genauer ist der Trocknungsverlust der in Prozent angegebene Massenverlust bei der Trocknung einer Probeneinwaage:
Die analytische Bestimmung des Trocknungsverlusts ist in vielen Branchen ein Qualitätskriterium. Die anzuwendende Bestimmungsmethode ist oft genau vorgegeben, z. B. in produkt- und/oder branchenspezifischen Prüfvorschriften.